# Julien Davignon

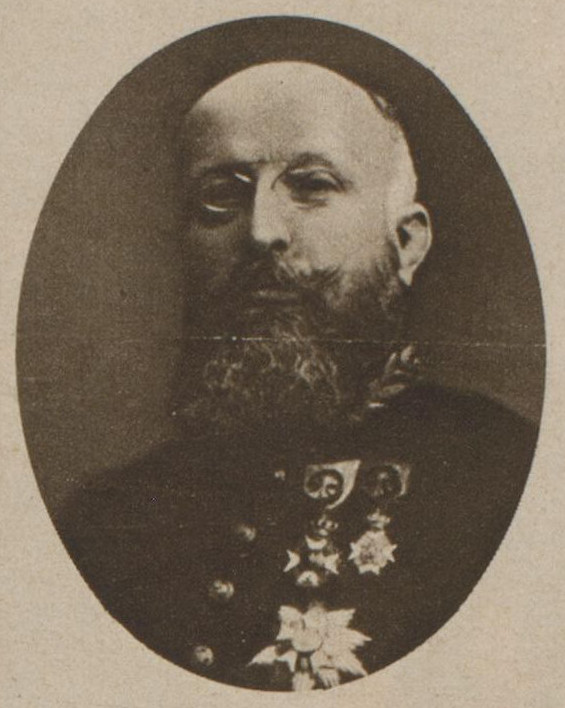
Julien Davignon

Vizegraf Henri François Julien Claude Davignon (* 3. Dezember 1854 in Saint-Josse-ten-Noode/Sint-Joost-ten-Node; † 12. März 1916 in Nizza) war ein belgischer Politiker der Katholischen Partei, der unter anderem von 1907 bis zu seinem Tode 1916 Außenminister Belgiens war.

## Leben
Henri François Julien Claude Davignon, Sohn von Henri-Eugène Davignon und dessen Ehefrau Caroline Millot, absolvierte ein Studium der Rechtswissenschaften und erwarb einen Doktor der Rechte. Er engagierte sich nach dem Schulstreit 1879 als Schatzmeister und Sekretär des Zentralausschusses der freien Schulen in Brüssel sowie von 1889 bis 1890 als Generalsekretär des Katholischen Kongresses von Mechelen. Als Landbesitzer war er des Weiteren stellvertretender Vorsitzender des Bauernverbandes im Bezirk Verviers. 1898 wurde er für die Katholische Partei Mitglied des Senats und vertrat in diesem bis 1900 den Bezirk Verviers. Im Anschluss wurde er 1900 Mitglied der Abgeordnetenkammer, der er bis zu seinem Tode angehörte.
Am 2. Mai 1907 wurde Davignon Außenminister in der Regierung von Premierminister Jules de Trooz. Dieses Ministeramt bekleidete er im Anschluss vom 9. Januar 1908 bis zum 17. Juni 1911 in der Regierung von Premierminister Frans Schollaert sowie vom 17. Juni 1911 bis 18. Januar 1916 auch in der ersten Regierung von Premierminister Charles de Broqueville. Im Anschluss war er vom 18. Januar 1916 zu seinem Tode am 12. März 1916 Minister ohne Geschäftsbereich in der zweiten Regierung von Premierminister de Broqueville.
Am 11. März 1916 wurde Jules Davignon nur einen Tag vor seinem Tode als Vizegraf durch eine außerordentliche Entscheidung in den erblichen Adel aufgenommen. 1919 wurde diese Aufnahme in den Erbadel posthum bestätigt.
Aus seiner 1878 geschlossenen Ehe mit Hélène Calmeyn gingen zwei Söhne und drei Töchter hervor, darunter der Diplomat Jacques-Henri-Charles-François Davignon. Dessen Sohn Étienne Davignon war zwischen 1977 und 1985 EU-Kommissar und erhielt am 26. Januar 2004 den Ehrentitel eines Staatsministers.

## Weblink
- Eintrag in rulers.org